# Sædden Sogn
Sædden Sogn ist eine Kirchspielsgemeinde (dän.: Sogn) in Esbjerg im südlichen Dänemark. Es entstand am 1. August 1978 durch Abspaltung aus dem Guldager Sogn. Es lag somit auf dem Gebiet der Harde Skast  Herred im früheren Ribe Amt und gehörte zur Esbjerg Kommune im erweiterten Ribe Amt, die im Zuge der Kommunalreform zum 1. Januar 2007 in der „neuen“  Esbjerg Kommune in der Region Syddanmark aufgegangen ist.

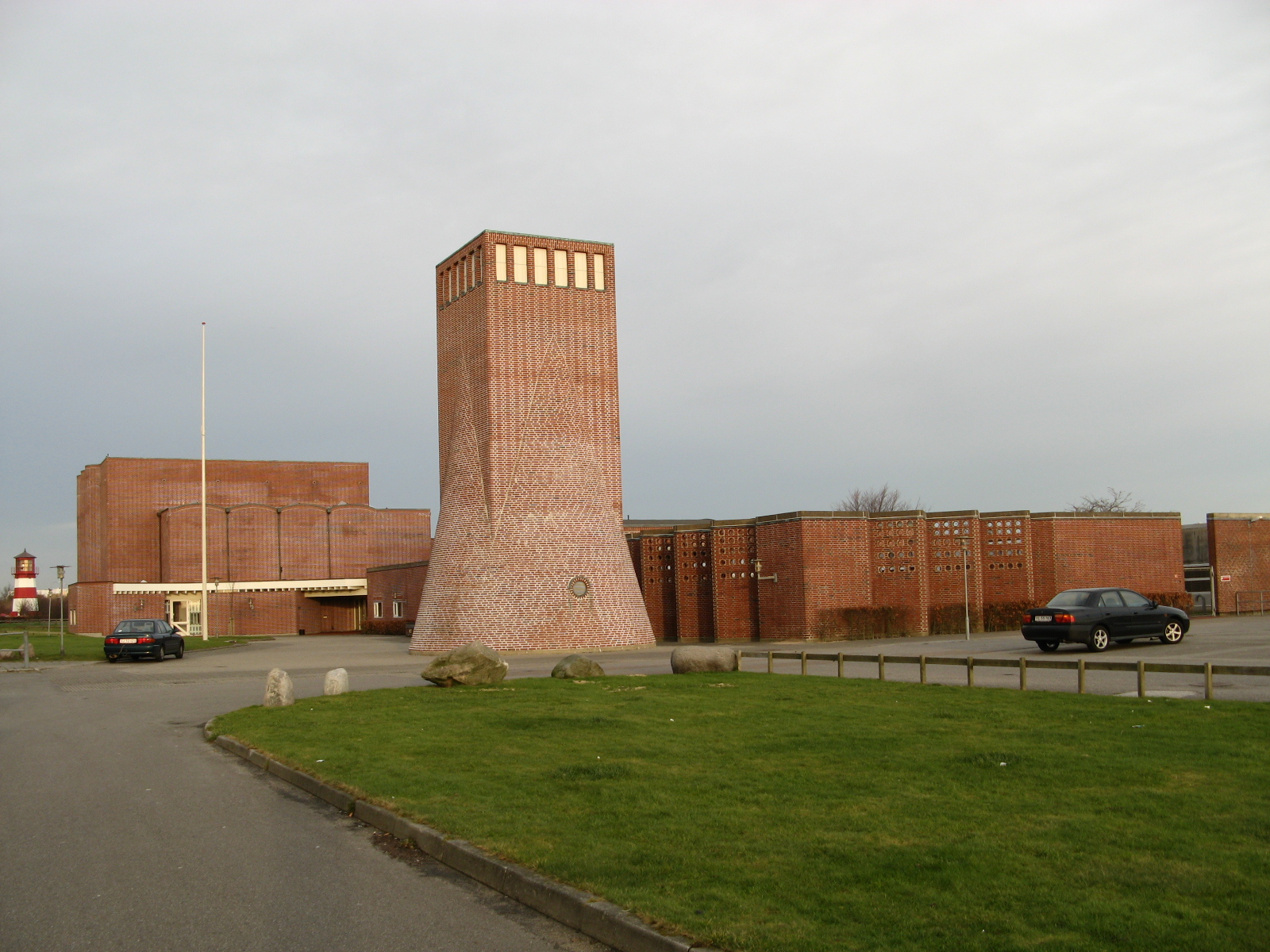
Sædden Kirke

Von den 71.921 Einwohnern Esbjergs leben 10.249 im Kirchspiel Sædden (Stand:1. Januar 2023). Im Kirchspiel liegt die turmlose Kirche „Sædden Kirke“, nach der Gemarkung, in der sie liegt, auch „Sædding Kirke“ genannt, mit dem Runenstein DR 49, DK SJy 16.
Nachbargemeinden sind im Nordwesten Hjerting Sogn, im Norden Guldager Sogn, im Osten Gjesing Sogn und im Süden Treenigheds Sogn (dt.: Dreieinigkeits-Gemeinde). Im Westen grenzt das Kirchspiel ans Wattenmeer mit Blick auf die Nordspitze Fanøs.